# Система антигенов Kell
Система антигенов Kell — группа антигенов на поверхности эритроцитов, являющихся важными детерминантами крови и служащих мишенью для многих аутоиммунных или аллоиммунных заболеваний, уничтожающих эритроциты. Показатель Kell обозначается как K, k и Kp. Антигены Kell представляют собой пептиды, обнаруженные в белке kell, 93 кДа трансмембранной цинко-зависимой эндопептидазе, которая отвечает за расщепление эндотелина-3.

## Белок
Ген Kell кодирует II тип трансмембранного гликопротеина, который является высоко полиморфным антигеном системы антигенов Kell. Гликопротеин Kell через одиночную дисульфидную связь соединён с мембранным белком XK, который несёт антиген Kx. Закодированный белок содержит последовательность и структурное сходство с членами семейства неприлизина (M13) цинковых эндопептидаз.
Существует несколько аллелей гена, который создаёт белок Kell. Две таких аллели, K1 (Kell) и K2 (Cellano) являются наиболее распространёнными. Белок Kell тесно связан со вторым белком, XK, посредством дисульфидной связи. Отсутствие белка XK (например, при помощи генетического удаления), приводит к заметному снижению антигенов Kell на поверхности красных кровяных телец. Отсутствие белка Kell (K0), однако, не влияет на XK белок.
Белок Kell также недавно был обозначен как CD238 (кластер дифференцировки 238).

## Частота встречи
|                    | Количество тестируемых | K+ | K+    | K−  | K−     |
| число              | Количество тестируемых | %  | число | %   |        |
| Корейцы            |                        |    |       |     |        |
| ------------------ | ---------------------- | -- | ----- | --- | ------ |
| Lee, ранняя серия  | 52                     | 1  | 1,92  | 51  | 98,08  |
| Lee, поздняя серия | 158                    | 0  | 0,00  | 158 | 100,00 |
| Lee, суммарно      | 210                    | 1  | 0,48  | 209 | 99,52  |
| Китайцы            |                        |    |       |     |        |
| Miller (1951)      | 103                    | 0  | 0,00  | 103 | 100,00 |
| Англичане          |                        |    |       |     |        |
| Race et al. (1954) | 797                    | 69 | 8,66  | 728 | 91,34  |

Источник: Таблица 5, с. 20, Samuel Y. Lee (1965).

## Связи с заболеваниями
Антигены Kell важны в трансфузиологии, в том числе при переливании крови, при аутоиммунной гемолитической анемии и гемолитической болезни новорождённых. У людей с нехваткой специфического антигена Kell могут вырабатываться антитела против антигенов Kell, когда делается переливание крови, содержащей этот антиген. При последующих переливаниях крови могут отмечаться разрушения новых клеток этими антителами — процесс, известный как гемолиз. Лицам, не имеющим антигенов Kell (K0), при необходимости эритроциты переливаются только от Kell-отрицательных доноров, для предотвращения гемолиза. По этой причине от Кell-положительных доноров в общем случае заготавливаются только те препараты крови, в которых нет эритроцитов: плазма, тромбоконцентрат или криопреципитат. Лица же с отрицательным антигеном Kell являются универсальными по этому признаку донорами эритроцитов, так как у реципиентов с любым статусом Kell не происходит их отторжения.
Аутоиммунная гемолитическая анемия происходит, когда организм вырабатывает антитела против антигенов группы крови на своих собственных эритроцитах. Антитела приводят к разрушению красных кровяных клеток с последующей анемией. Кроме того, беременные женщины могут вырабатывать антитела против эритроцитов плода, что приводит к разрушению, анемии и водянке плода — процесс, известный как гемолитическая болезнь новорожденных. Как аутоиммунная гемолитическая анемия, так и гемолитическая болезнь новорождённых могут иметь очень серьёзные последствия, вызванные анти-Kell антителами, поскольку они являются наиболее иммуногенными антигенами после системы ABO и резус-фактора.

## Фенотип Маклеода
Фенотип Мак-Лауда (или Синдром Мак-Лауда (у некоторых авторов — Маклеода)) — X-связанная аномалия системы групп крови Kell, при которой антигены Kell плохо обнаруживаются путём лабораторных тестов. Ген Маклеода кодирует белок XK, белок со структурными характеристиками транспортной мембраны белка, но с неизвестной функцией и расположен на коротком плече X-хромосомы в локации 21.1. По-видимому, XK необходимы для правильного синтеза или представления антигенов Kell на поверхности эритроцитов. Синдром является фенотипическим проявлением положительной группы крови системы Kx.

## История
Группа Kell была названа по имени первой пациентки с описанными антителами K1 — беременной женщины миссис Келлахер в 1945 году. Другая пациентка, миссис Челлано, была беременной женщиной, у которой впервые описали антитела K2. Фенотип K0 впервые был описан в 1957 году, а фенотип Маклеода был назван по имени пациента Хью Маклеода, студента Гарварда, в 1961 году.

## Прочие взаимосвязи
Данные подтверждают генетическую связь между системой групп крови Kell (на хромосоме 7 q33) и склонностью к вкусовому ощущению фенилтиокарбамида, или PTC, горькому на вкус соединению тиомочевины. Горький вкус рецепторных белков на вкусовых рецепторах языка кодируется на близлежащем локусе хромосомы 7 q35-6.